# Educación preescolar

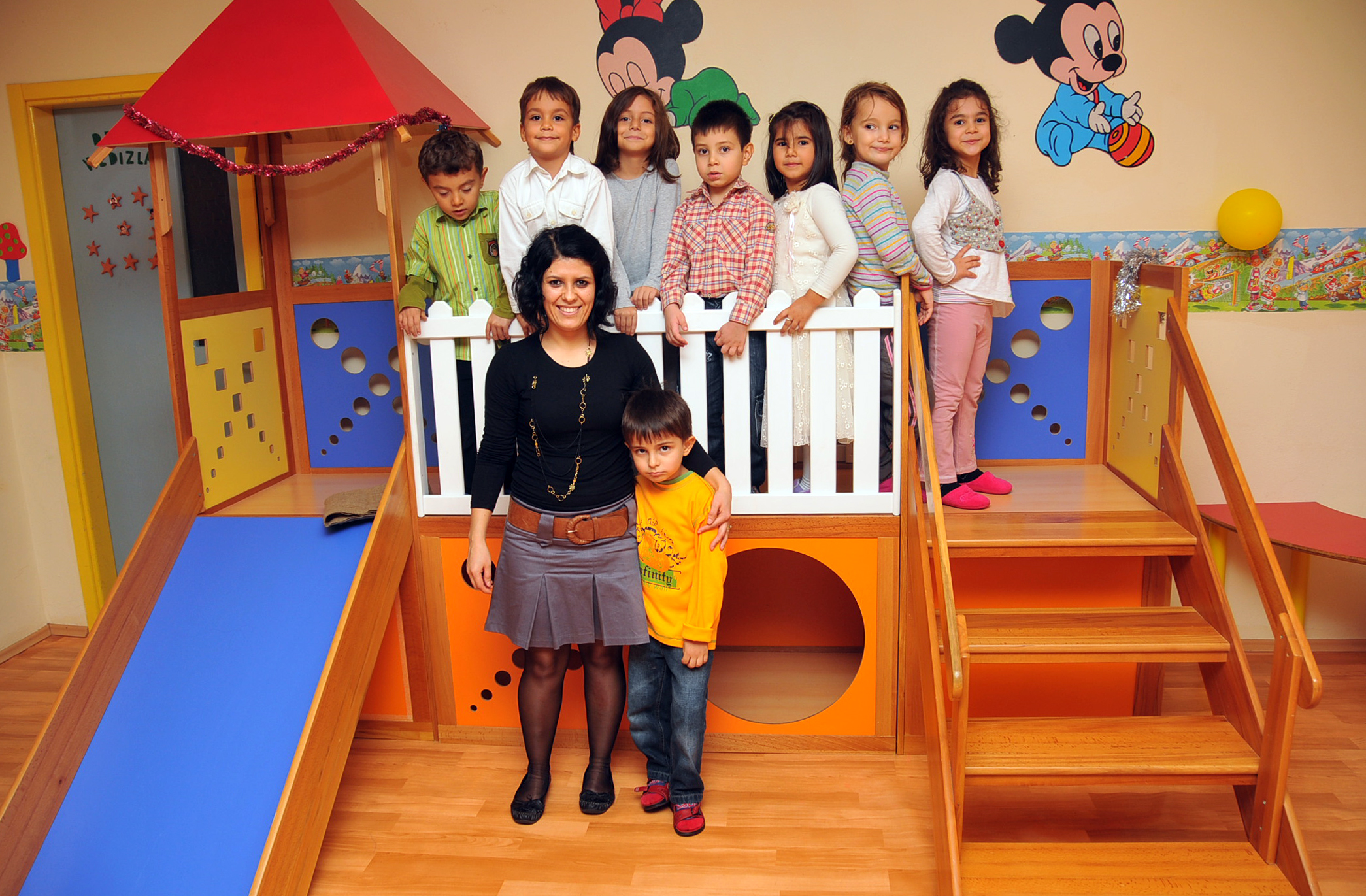
Niños de 5 años, recibiendo educación preescolar en Alanya (Turquía).

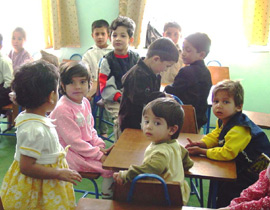
Niños en un parvulario de Afganistán en 2004.

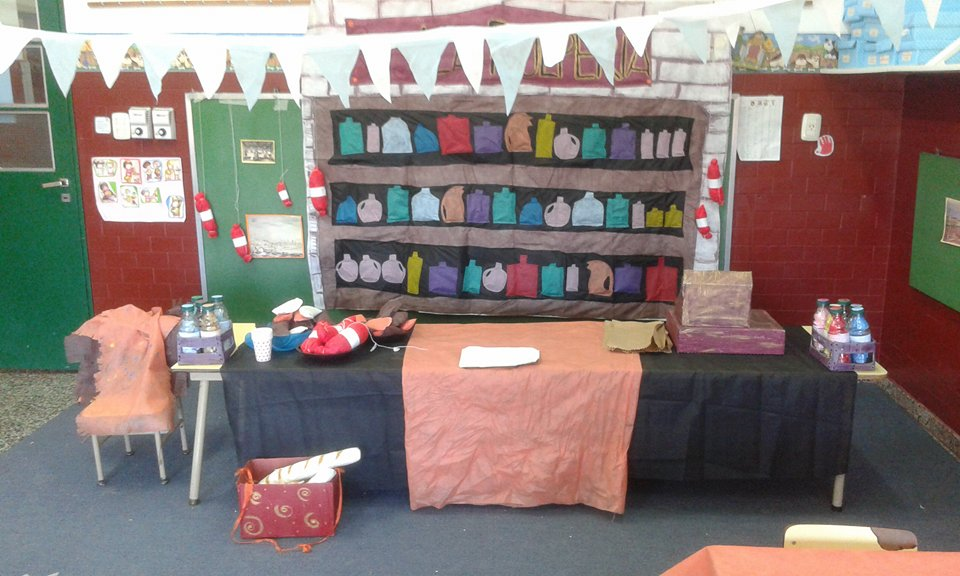
Sector de juegos. Recreación de una pulpería típica de Argentina con material reutilizable.

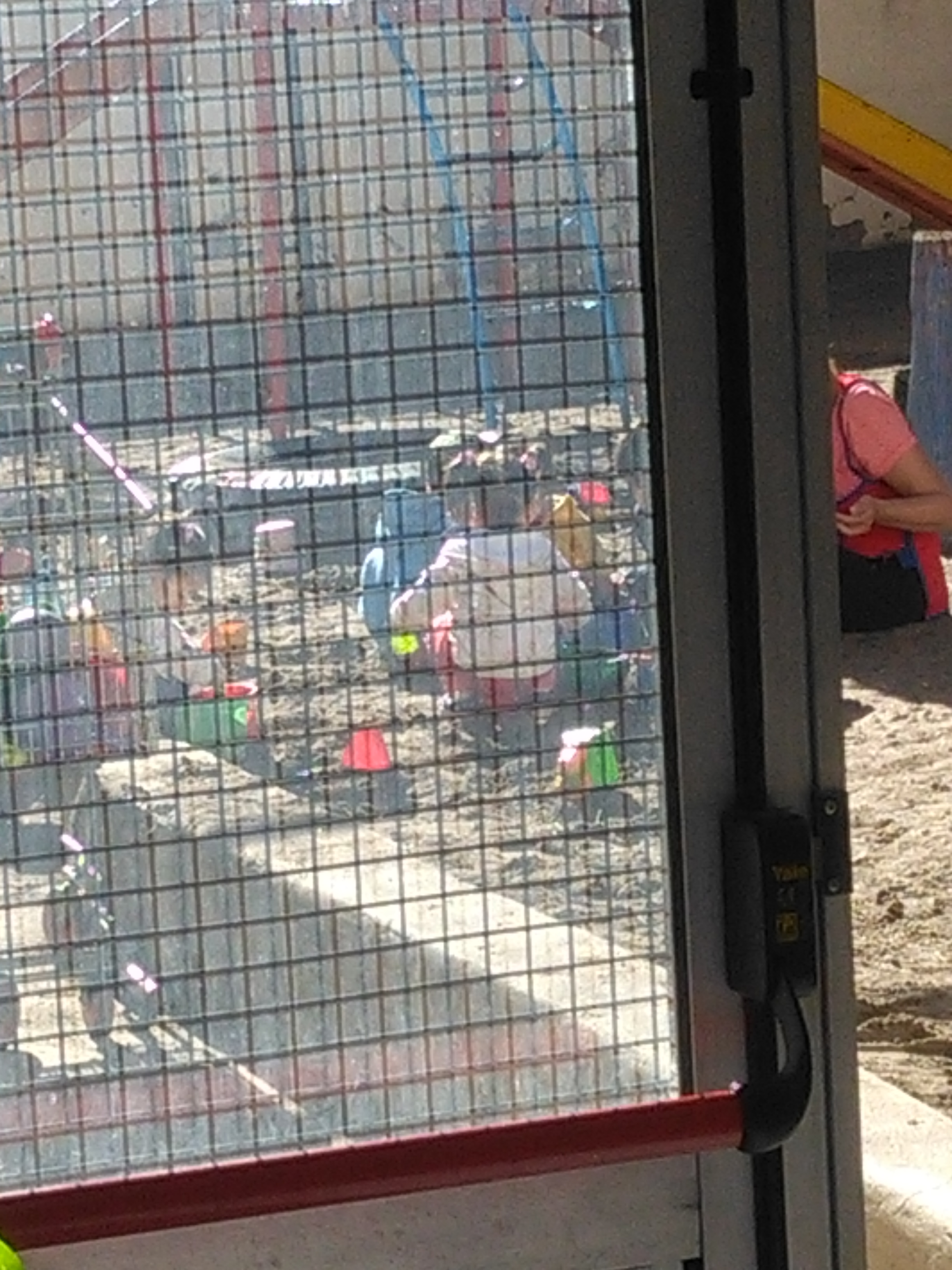
El patio, como espacio fundamental para que los niños se desenvuelvan.

Los términos educación infantil, educación preescolar, educación parvularia, educación inicial y  prebásica se refieren al ciclo formativo previo a la educación primaria obligatoria establecida en muchas partes del mundo hispanoamericano. En algunos lugares, es parte del sistema formal de educación, y en otros es un centro de cuidado o jardín de infancia y cubre la edad de 0 a 6 años. Generalmente se empieza a los 3 años, aunque ahora en algunas partes del mundo se ha lanzado un ciclo de educación llamado "educación inicial", que consiste en educar al niño desde que está en el vientre de su madre, ya que se dice que desde el desarrollo dentro de su madre él inicia un proceso de aprendizaje, en el cual se le da mayor prioridad a partir de su nacimiento.
El término «preescolar» se considera inadecuado por los especialistas, ya que no es una educación que prepara para la etapa escolar, sino que es un nivel educativo con características propias, enseñanzas que preparan al niño para la vida, y no un preparatorio para escuela primaria. Por ello, muchas instituciones deciden denominarla como educación inicial. En países de América Latina, se le ha denominado tanto educación inicial como educación parvularia.
Esta institución tiene y ha tenido otras diversas formas de ser denominada según el país, el sistema educativo vigente o la edad concreta del niño, como son educación inicial, educación kínder, educación infantil temprana, escuela infantil, guardería, jardín de infancia, jardín infantil, parvulario, kindergarten *cuya  forma abreviada es kinder, que en alemán significa niños, jardín de infantes, jardín maternal, etc.; esto depende de como se establezca en cada país.
La edad de los niños comprendida es entre los 0 a los 6 años. Estas edades se dividen en dos ciclos: primer ciclo, comprendido entre los 0 y 3 años; y un segundo ciclo, que va de los 3 y los 6 años de edad. Estos aprenden la forma de comunicarse, jugar e interactuar con los demás apropiadamente. Un maestro o maestra les ofrece varios materiales para manipular y realizar actividades que les motiven a aprender el idioma y su vocabulario, Matemáticas, ciencias, idiomas extranjeros e Informática, así también como Arte y Música. En este proceso los niños pueden alcanzar un grado de conocimiento bastante alto que ayudará en el desarrollo para toda su vida.
La creatividad y el deseo de aprender, son dos de las habilidades más importantes para la vida. En los niños son innatas y con potencial ilimitada, el cual debe impulsarse y desarrollar desde la educación preescolar. De todas las etapas del ser humano, la infancia constituye la etapa más importante.
La educación preescolar tiene como objetivo lograr el máximo desarrollo posible de cada niño de 0 a 6 años, considerando este desarrollo integral, en el cual se deberían incluir todos los aspectos, estos son lo intelectual, lo afectivo emocional, los valores, las actitudes, las formas de comportamiento y lo físico, es decir, el inicio de la formación de la personalidad. Este propósito se plasma en un currículo sustentado en diversas investigaciones, con iguales contenidos programáticos fundamentado en principios teóricos y metodológicos y con orientaciones didácticas semejantes para los encargados de la atención educativa para dichas edades, independientemente de la variante organizativa que se aplique, institucional o no institucional.

## Breve historia

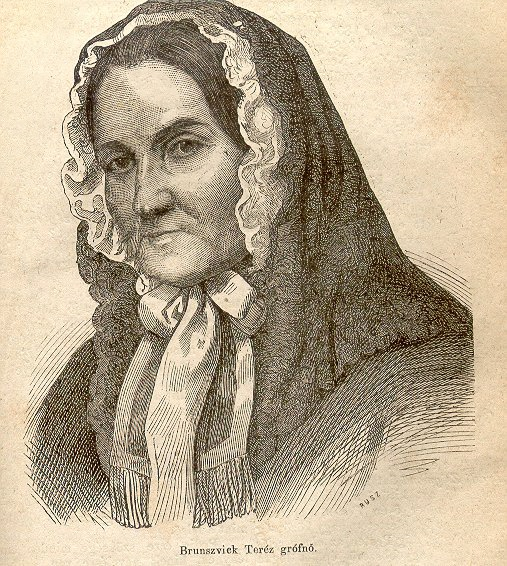
Therese Brunsvik (1775-1861).

El primer instituto de Educación Preescolar fue fundado en 1816 en New  Lanark, Escocia, por el pedagogo Robert Owen. Posteriormente, el siguiente instituto del que se tiene registro fuera de Escocia fue fundado en Hungría, el 27 de mayo de 1828 por iniciativa de la condesa Therese Brunsvik (1775-1861) en su residencia en la ciudad de Buda, bajo el nombre de Angyalkert («jardín ángel»). Pronto el concepto se difundió por varias regiones del reino húngaro, volviéndose una institución popular entre las familias de la nobleza y la clase media húngara.
En 1837, el pedagogo alemán Friedrich Froebel (1782-1852) abrió la primera institución preescolar fuera de Hungría, fundándola en Bad Blankenburg (actual Alemania), bajo el nombre de Institución de Juego y Ocupación, la cual luego de 1840 tomó el nombre de Kindergarten (en alemán: Kínder= niños; Garten = jardín, lo que se traduce entonces como «jardín de niños»). El concepto pronto se propagó en Alemania y posteriormente en Inglaterra a partir de 1851 y en los Estados Unidos en 1856.

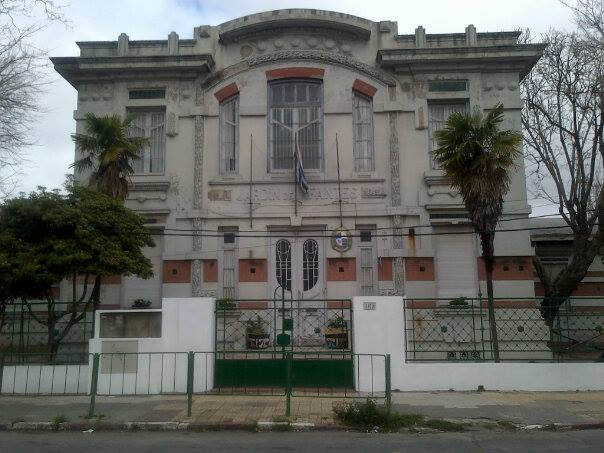
Jardín de Infantes Enriqueta Compte y Rique de Uruguay, creado en 1892 como la primera institución preescolar laica y pública.

En 1881, durante el Porfiriato son fundados los primeros Jardines de Niños en México, denominados "Escuelas de Párvulos" o "Kindergarten", en contextos urbanos.
En América Latina, la atención y educación de los más pequeños se inicia durante el siglo XIX, a partir de acciones variadas y dispersas que provienen de la seguridad, salud y educación. En 1892 es creado en Uruguay el primer jardín de infantes público y laico de América Latina, a instancias de la pedagoga Enriqueta Compte y Rique inspirada en la Reforma Vareliana. Contrario a otros países de la región, que en  principio fueron las órdenes religiosas quienes se preocupaban por la protección de niños sin familias, pero en otro momento del siglo XIX las acciones se amplían hacia aquellas provenientes de la beneficencia. En el siglo XX comienza a ser una responsabilidad del Estado a partir de la sanción de leyes en varios países (Argentina 1919; Brasil, 1927; Uruguay 1934; Ecuador 1938). A partir de la Convención sobre los Derechos del Niño, ya en la década del ’90, todos los países latinoamericanos sancionaron leyes adecuadas a lo establecido en dicha Convención internacional, haciéndose cargo estatalmente del derecho a la educación de los más pequeños.
En los orígenes, los propósitos apuntaban a mejorar las condiciones de higiene, alimentación, y cuidado de las madres y de los chicos, debido a que el interés por el desarrollo psicosocial fue muy posterior; en un principio, se desarrollaron cerca de los centros urbanos, ampliándose la oferta una vez que la mujer entra al mundo laboral.[cita requerida] Asimismo, poseía un fuerte carácter benéfico o privado, siendo la acción estatal más extensiva hacia el siglo XX.
La educación inicial comenzó a extenderse en la región latinoamericana a finales del siglo XIX en el marco de la educación de la niñez en general. Se crearon las primeras modalidades con diversas denominaciones que fueron fundamentándose en las orientaciones pedagógicas europeas. Se inicia también en América Latina, la formación de maestras especializadas en el nivel.

## Diferencias de género en la educación preescolar
Los establecimientos de educación son espacios de socialización de los roles de género en muchos niveles. La labor del docente a cargo de un grupo de niños y niñas es  de suma importancia en como estos sociabilizan en los establecimientos educativos: los estereotipos que se transforman en prejuicios y generan problemas dentro de la sala, los cuales pueden afectar la manera en como los y las educadoras interactúan en el aula con niños y niñas, afectando el desempeño y la determinación a futuro de ellos y ellas. (Mineduc, 2018)
Una de las principales características que hay en la educación preescolar es la casi nula participación del hombre como docente ya que a él se le suele dar la labor de director (estereotipo de género sin fundamento o evidencia empírica revisada por pares). Marina Subirats la cual es una importante socióloga española especializada en género dice respecto a esto: “en los primeros niveles de la enseñanza predominan las mujeres, a veces en proporciones superiores al 90 % del profesorado, especialmente cuando se trata de la etapa preescolar, 0-6. Pero incluso en esta etapa, si hay algún hombre en el centro suele asumir el cargo de director.” (Estereotipo fundado simplemente en la opinión posiblemente sesgada y que no está apoyada en evidencia empírica revisada por pares)
La predominancia de la mujer como docente en los primeros años de educación de los menores se debe a que se busca una imagen materna en cual se puedan apoyar y se puedan sentir mejor.
Lo que nos deja demostrado el alto nivel de androcentrismo que se da desde los primeros pasos educacionales del menor, androcentrismo que igualmente se puede ver en los espacios comunes de las escuelas dado que la mayoría de veces estos espacios suelen ser hechos para hombres como por ejemplo poniendo canchas de futbol o de basquetbol mientras que las niñas quedan relegadas al espacio que el varón no ocupa, convirtiéndose en un rol de apoyo el cual no posee espacio propio provocando a palabras de Subirats "aprenden rápidamente su “no lugar” en el espacio público” . (Estereotipo, se asume que los espacios como una cancha son espacios para varones, lo cual es falso porque cualquier deporte que se práctica en una cancha esta hecho para cualquier persona sin distinción de su género o sus capacidades. Está afirmación carece de referencias y/o marco teórico apoyado por evidencia empírica, es decir, solo representa la opinión sesgada de quién la emite.)

## Educación infantil por país

### Argentina
La Educación Inicial en Argentina abarca desde los 45 días a los 5 años, y desde los cuatro años como obligatoria según La ley Nacional de Educación 26.206/06, que garantiza la educación como un bien público. Esta tiene una modificación en el año 2014 por la ley 27045/14, la cual modifica algunos artículos como el N°16, 18  y 19 de la antes mencionada ley,  donde a partir de esta la obligatoriedad data desde los 4 años y contemplando desde los 3 años la universalización de los servicios educativos para los/as niños/as de esta edad, priorizando la atención educativa en los sectores menos favorecidos de la población.  
Este nivel constituye el primer eslabón del sistema educativo argentino y está organizado en 2 ciclos: Primer Ciclo de Nivel Inicial que comprende el Jardín Maternal (45 días a 2 años) y el Segundo Ciclo del Nivel Inicial que comprende el Jardín de Infantes (3, 4 y 5 años) y es obligatoria desde los 4 años de edad. Abarcando también a las instituciones tanto públicas como de gestión privada.
Si bien toda la educación se rige bajo una Ley Nacional, cada provincia y la Ciudad Autónoma de Buenos Aires que conforman el territorio argentino, poseen sus propias normativas y resoluciones que la rigen al igual que Diseños Curriculares jurisdiccionales. 
La provincia de Entre Ríos posee una Ley de Educación Provincial 9890, la cual contempla en sus artículos 27 y 28 que:  ARTÍCULO 27 - El Consejo General de Educación coordinará con organismos gubernamentales y no gubernamentales el funcionamiento y asesoramiento pedagógico de los Jardines Maternales que estén bajo su dependencia.- ARTÍCULO 28 - El Consejo General de Educación desarrollará estrategias organizativas, de gestión y de capacitación docente, orientadas a favorecer la articulación entre el Nivel Inicial y la Educación Primaria. 
La Provincia de Río Negro cuenta con la Ley Provincial N.º 4819 en la cual se enmarcan los objetivos de la Educación inicial, donde se especifican los objetivos de dicho nivel en la provincia, por ejemplo: garantizar el acceso y permanencia en igualdad de condiciones, promover el juego como estrategia para el desarrollo cognitivo, afectivo y social, generar espacios de articulación con el nivel primario, entre otros.
El jardín maternal comprende las primeras salas, Lactantes (45 días al año), Deambuladores (1 año) y Sala de Dos Años; en las cuales se cubren las necesidades de los niños y niñas (alimentación, sueños e higiene) siempre reformulando estas tareas desde una mirada educativa y pedagógica.
La Educación Inicial  en la provincia de Buenos Aires se rige por las disposiciones de la Ley  de Educación de la Provincia de Buenos Aires 13.688 que establece que  el Nivel  Inicial "constituye una unidad pedagógica que brinda educación a los niños desde los cuarenta y cinco (45) días hasta los cinco (5) años de edad inclusive, siendo obligatorios los dos últimos años. En esta ley establece que define sus diseños curriculares, en articulación con los diferentes Niveles y Modalidades conforme lo establece la presente Ley.  El Estado provincial garantiza la universalización del Nivel, en el sentido de entender esta universalización como la obligación por parte del Estado de asegurar su provisión en tanto su responsabilidad indelegable y regula el funcionamiento de todas aquellas instituciones educativas que atienden a la Primera Infancia en territorio bonaerense, garantizando la igualdad de oportunidades para los niños que allí concurran. Los objetivos y funciones del Nivel son: Afirmar la universalización del Nivel, garantizando, promoviendo y supervisando el aprendizaje de los niños desde los 45 días hasta los 5 años inclusive, ajustándose a los requerimientos de todos los Ámbitos y Modalidades mediante acciones que permitan alcanzar objetivos de igual calidad en todas las situaciones sociales. Garantizar, proveer y supervisar la obligatoriedad del aprendizaje de los niños desde la sala de 4 años hasta la de 5 años inclusive, asegurando su gratuidad en la gestión estatal, ajustándose a los requerimientos de todos los Ámbitos y Modalidades mediante acciones que permitan alcanzar objetivos de igual calidad en todas las situaciones sociales.  Implementar prescripciones curriculares que incorporen al juego como actividad ineludible para el desarrollo cognitivo, afectivo, ético, estético, corporal y social. Asegurar el respeto de los derechos de todos los niños en el período del Nivel, establecidos en la Ley nacional 26.061 y en las leyes provinciales 13.298 y 13.634. Garantizar el acceso a todos los niños del Nivel a una Educación Física y Artística de calidad. Disponer las condiciones para del proceso de adquisición de la lengua oral y escrita y de los conocimientos necesarios para el manejo de las plataformas y los lenguajes producidos por las tecnologías de la información y la comunicación. Establecer condiciones y propuestas pedagógicas que les asegure, a los niños con discapacidades temporales o permanentes, el desarrollo de sus capacidades, la integración escolar y el pleno ejercicio de sus derechos. Garantizar la temprana concientización acerca de los procesos de degradación socioambiental en el marco de una educación que se base en la autodeterminación y el compromiso con la defensa de la calidad de vida y el aprovechamiento sustentable de los ecosistemas. Propiciar que los niños y cuyas madres se encuentren privadas de libertad concurran a jardines maternales, jardines de infantes y otras actividades recreativas, fuera del ámbito de encierro con el fin de asegurar su contacto con otras realidades y personas que los preparen para su vida fuera del ámbito de encierro. Disponer y articular, con los organismos e instituciones responsables, los medios para acompañar a las madres en este proceso."
La educación inicial en la provincia de Buenos Aires está integrada por el jardín maternal y el jardín de infantes. Al jardín maternal concurren los niños desde los 45 días hasta los 2 años de edad y al jardín de infantes van niños a partir de los 3 años y hasta los 5 años de edad. Si bien son obligatorios los últimos dos años, está comprobado que el inicio temprano de la trayectoria educativa  en el Nivel Inicial genera mejores experiencias en relación con el aprendizaje, encontrándose  diferencias entre los niños que comienzan su escolaridad a los 3, y no a los 4 o 5 años.
Todas las actividades pedagógicas deben estar a cargo de personal con título docente y el paso de una sala a otra dentro del nivel inicial tiene un solo requisito: la edad del niño. El jardín maternal comprende las primeras salas, Lactantes (45 días al año), Deambuladores (1 año) y Sala de Dos Años; en las cuales se cubren las necesidades de los niños y niñas (alimentación, sueños e higiene) siempre reformulando estas tareas desde una mirada educativa y pedagógica.
La educación en el Jardín Maternal debe basarse en los siguientes principios: •La construcción de vínculos afectivos estables y seguros. •El derecho de los niños a jugar. •El derecho de los niños a tener acceso al mundo de la cultura. •La socialización de los niños a partir de su interacción e intercambio con el medio natural y social. •El derecho de los niños a construir su identidad. •El desarrollo de las capacidades de cada niño.

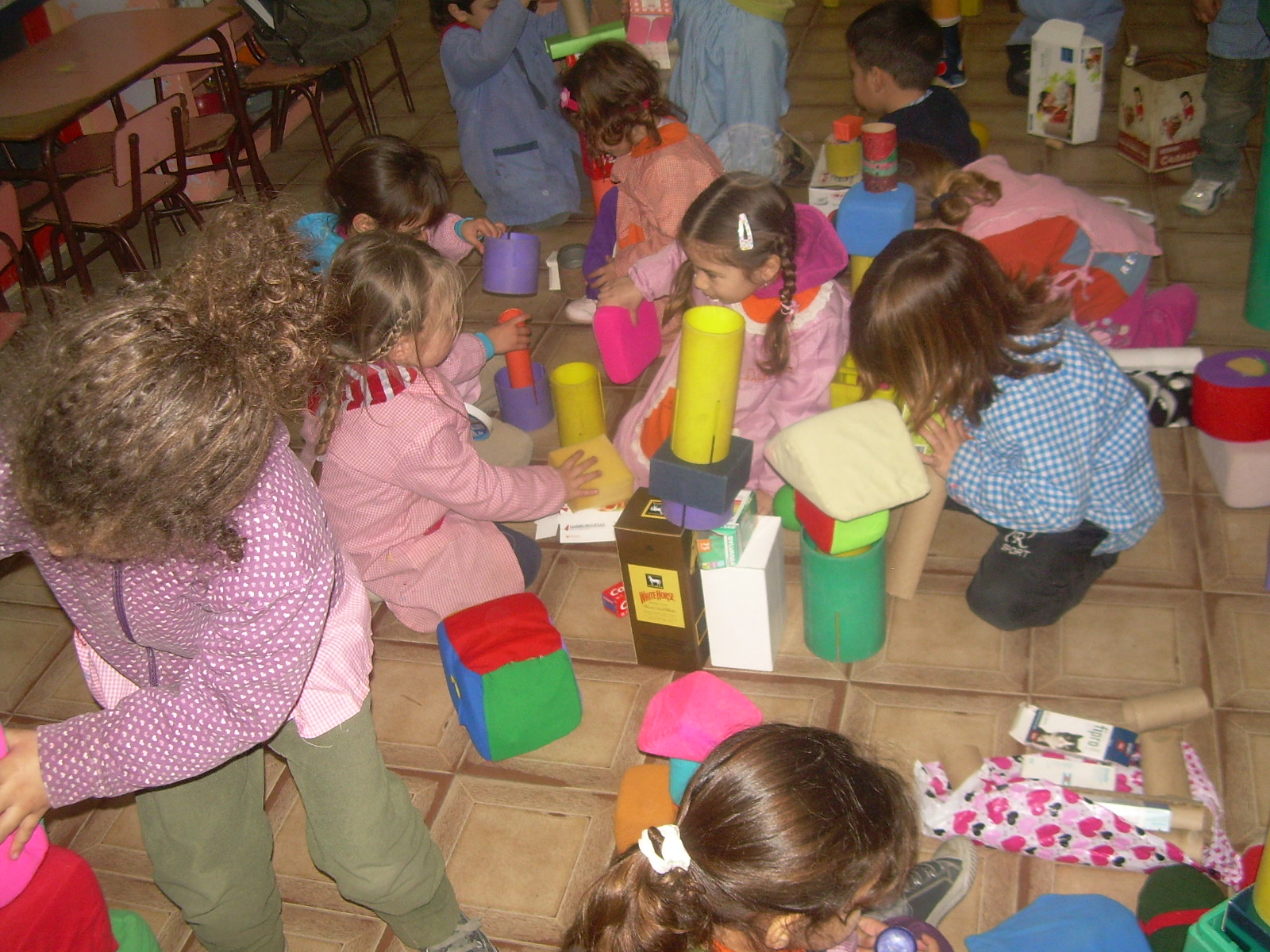
Niños en Jardín de Infantes

Al igual que en el resto de los niveles, se enseñan contenidos derivados de los Núcleos de Aprendizaje Prioritarios (NAP) adecuados a las especificidades de los niños en relación con los aprendizajes esperados para esas edades, muchos tienen que ver con el desarrollo y deben ser resignificados de manera tal que adquieran sentido en el ámbito escolar. Los contenidos, para la educación de 0 a 3 años, deben ser pensados con criterios de amplitud en cuanto a los aspectos que las integran: acciones, hábitos, normas elementales, procedimientos básicos, relaciones fundamentales, conceptos sencillos abordados desde los contactos directos con los objetos concretos conseguidos, deben ser a la vez, cercanos por su significativamente y abarcados por la multiplicidad de posibilidades que implican. El Jardín Maternal debe ofrecer al niño un conocimiento considerado social y culturalmente válido y necesario para el desarrollo infantil en todos sus aspectos: efectivo, intelectual, motriz, social, comunicativo, vincular, teniendo en cuenta el respeto por las diferentes identidades familiares y personales.

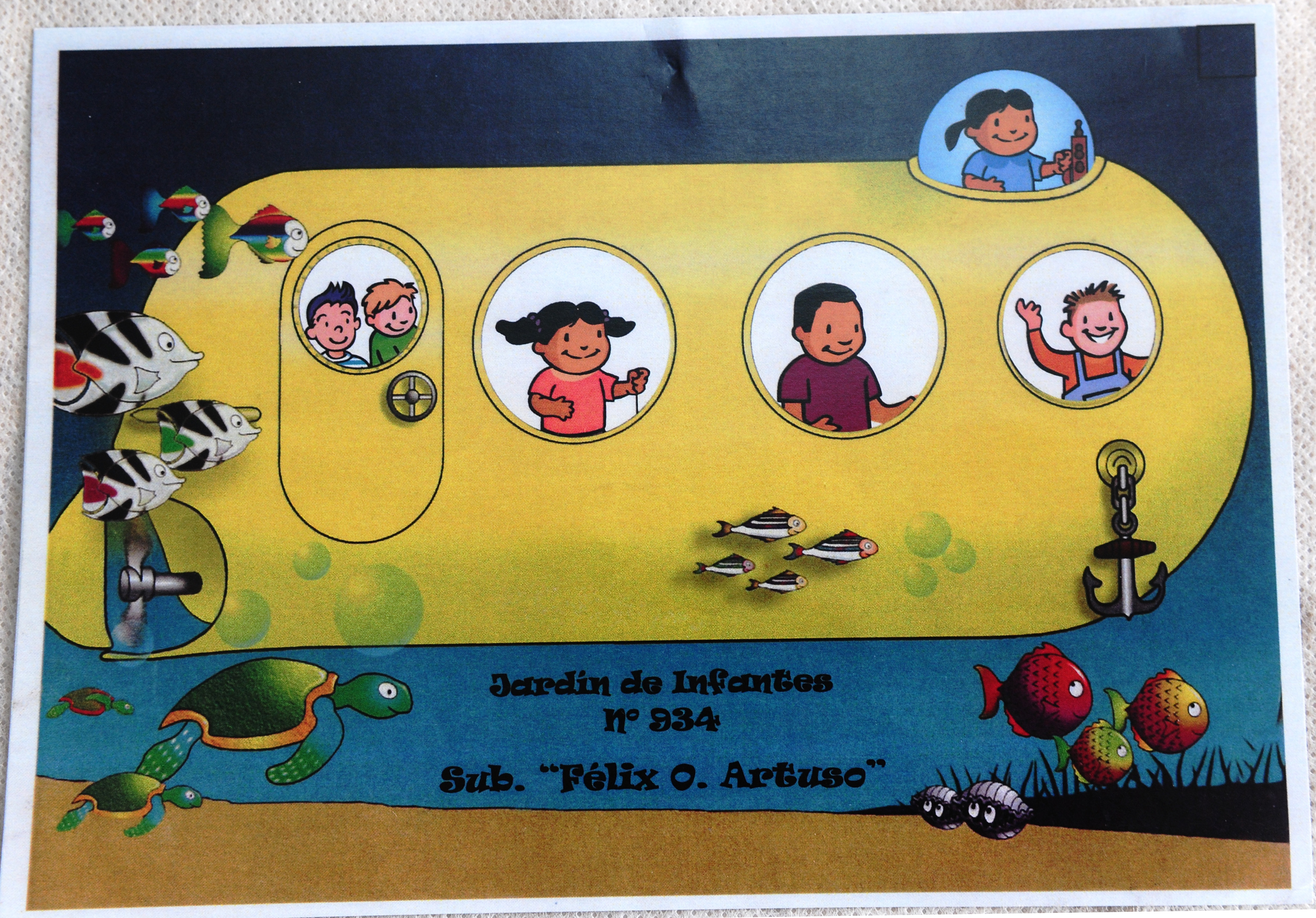
Emblema del Jardín de Infantes N.º 934, de Mar del Plata Foto: Fabián Gastiarena

Se enseña desde la creación de un espacio alfabetizador. El espacio es entendido, más allá de lo físico, como texto y contexto de los aprendizajes, puesto que el contexto en el cual se desarrolla una situación de enseñanza tiene gran influencia en lo que sucede en el proceso de apropiación de los saberes.
El Jardín de Infantes se ocupa de la educación de los las secciones de 3, 4 y 5 años. En el Jardín se les enseñan contenidos, se desarrollan hábitos y conductas que regulan la vida en sociedad, y muchos de los aprendizajes que adquieren los logran gracias al jugar, porque este es el modo en el cual aprenden los niños pequeños a conocerse y conocer el mundo.
Es usual que las personas piensen que los niños van a jugar y a ser cuidados, estas desconocen que los docentes planifican a lo largo del año y desarrollan contenidos matemáticos, de ciencias naturales, sociales, lengua, música, plástica, educación física, formación ética y ciudadana y tecnología. Estos contenidos son prescriptos por el Diseño Curricular para la Educación Inicial de cada provincia. La función del docente en el aula es de acompañamiento, sostén y permite el desarrollo de habilidades, y lograr un mejor vínculo con los otros niños y los adultos que se encuentran a su alrededor, lo cual es muy importante para las relaciones que establezca a medida que crece y amplía su campo social.
En estas etapa se privilegia el juego y la socialización. Dentro de los objetivos del nivel se pueden destacar:
- Desarrollar la capacidad creativa y el placer por el conocimiento en las experiencias de aprendizaje.
- Promover el juego.
- Desarrollar la capacidad de expresión y comunicación a través de los distintos lenguajes, verbales y no verbales: el movimiento, la música, la expresión plástica y la literatura.
- Favorecer la formación corporal y motriz.

Es imprescindible tener en cuenta que el juego no es algo que el niño realice “naturalmente”; es decir, no es una capacidad innata natural sino una capacidad adquirida. Por lo tanto, para que esa capacidad se desarrolle es necesario un otro que le dé sentido a ciertas acciones que el niño pequeño realiza espontáneamente. De esta manera se suma un significado cultural que, además del carácter lúdico que inaugura, opera como inscripción de ese niño en la cultura a la cual pertenece.
Si bien la única finalidad del juego es el placer, se podría afirmar que jugando se producen los aprendizajes más importantes: durante el juego los niños expresan sus ideas acerca de los temas que en él aparecen, manifiestan sus esquemas conceptuales, los confrontan con los de sus compañeros. Esto les permite rectificar lo que no es correcto o no sirve, o ratificar sus ideas acerca de lo que conocen.
Teniendo en cuenta la función educativa central que portan las instituciones del nivel, es imprescindible un interlocutor que propicie y favorezca el desarrollo de estos aprendizajes.
Este interlocutor debe ser el docente, quien desde una observación atenta y responsable de cada grupo de niños, debe prever espacios y tiempos, recursos y materiales, para la habilitación del juego.

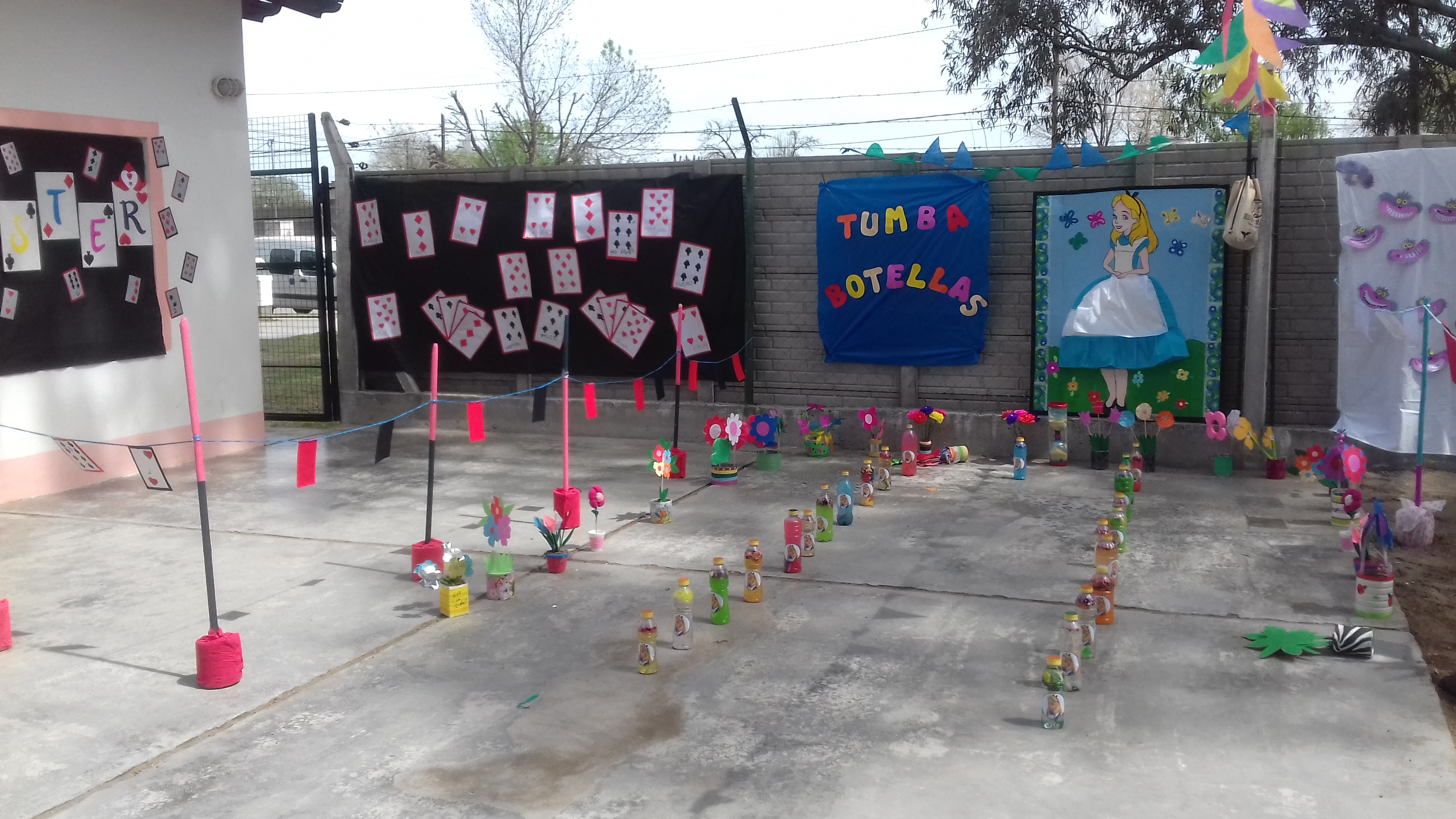
El jardín 51 de la ciudad de Río Colorado, Río Negro, realiza hace varios años una fiesta para el día de la familia en el jardín, con temáticas distintas todos los años. Este despliegue se realiza en el marco de un proyecto institucional, elaborado por las docentes, los alumnos y alumnas y con el apoyo incondicional de la familia.

En cuanto a la formación docente para ejercer en el nivel inicial, cada jurisdicción provincial cuenta con lineamientos curriculares para la carrera de Profesorado en Educación Inicial; sin embargo, ninguna oferta académica debe ser inferior a los 4 años de duración, a partir de las reformas dadas en los estudios superiores luego de la implementación de la Ley 26.206/06.
La mencionada Ley 26206/06, en su Título II, menciona los objetivos y las características que debe conferir la Educación Inicial en Argentina, como también las responsabilidades que deben asumir el Estado nacional y los estados provinciales. 
En cuanto a la historia de la Educación Inicial en Argentina, es necesario mencionar que esta inició junto a la Educación básica (desde 1884 y bajo la Ley 1420/84); la historización de la formación docente desde 1880 y la disputa en cuanto a las pedagogías y sus espacios son trabajados por la Lic. Rosana Ponce, quien de manera clara puede rescatar huellas de la Educación Inicial en Argentina
Actualmente la provincia de Buenos Aires cuenta con salas maternales denominadas "Salas Maternales, madres, padres, hermanos/as mayores, todos en secundaria". Las mismas comprenden niños de 45 días a 2 años inclusive y son exclusivamente para hijos/as y/o hermanos/as de los alumnos de la secundaria. Su personal está conformado por dos docentes (una maestra de sala y una preceptora) y una auxiliar que tendrán a su cargo hasta 8 alumnos/as. Este proyecto permite que los alumnos/as de la escuela secundaria finalicen sus estudio y que a su vez su hijos/as y/o hermanos/as transiten los primeros años de escolaridad en un jardín maternal con propuestas adecuadas a su edad.

### Chile

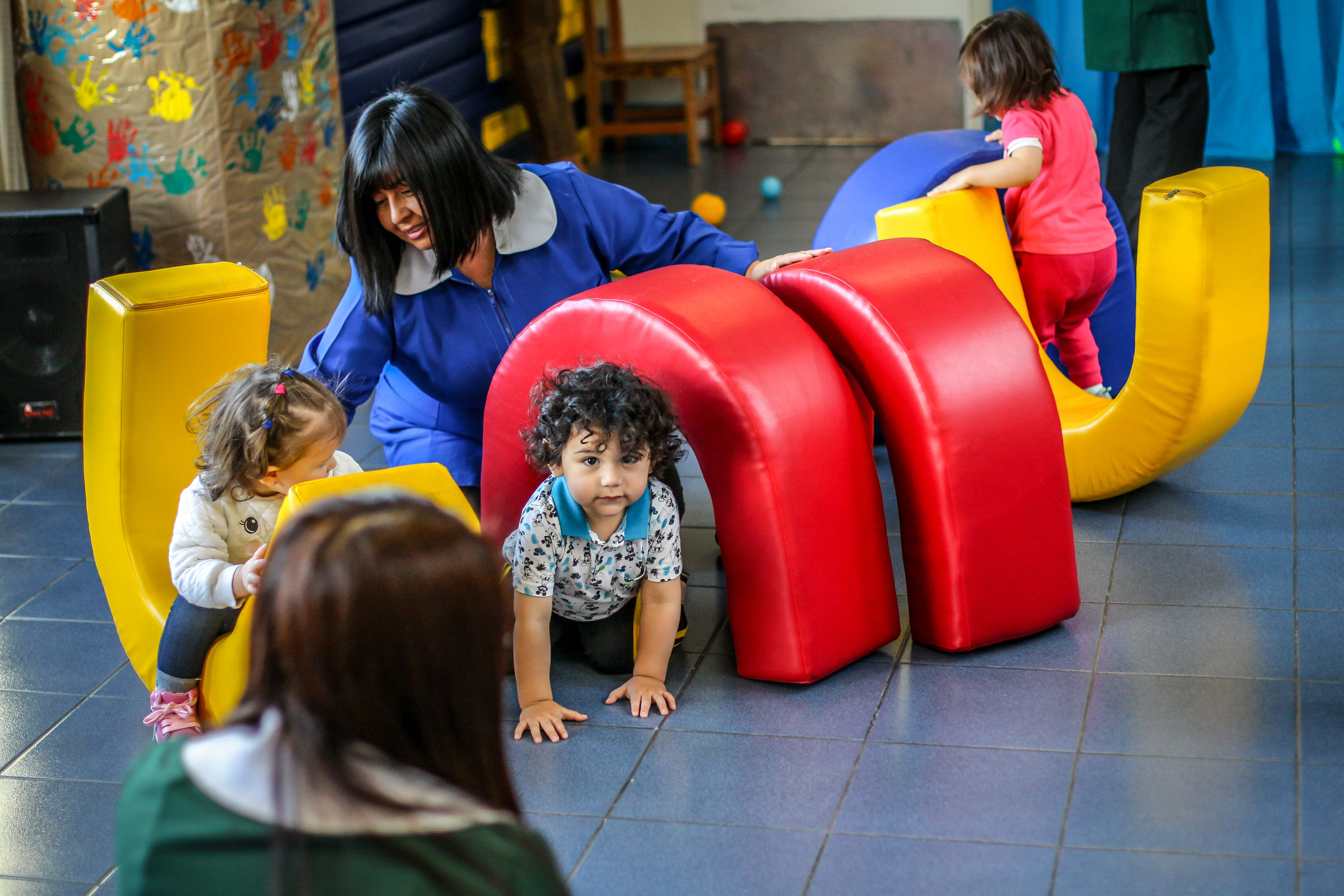
Educadoras y alumnos de un jardín infantil en Punta Arenas (2018).

La educación escolar llegó a Chile durante la colonia, traída por congregaciones religiosas, entre estas, destacan: franciscanos, agustinos, dominicos y jesuitas. Aunque durante la época colonial la educación formal tuvo un escaso desarrollo. Unas pocas escuelas de primeras letras estuvieron a cargo de los cabildos o de la Iglesia, que mantuvo también algunos colegios y seminarios y enseñaron la doctrina católica y rudimentos de la cultura occidental, en forma de transmisión autoritaria.
El primer antecedente que tenemos respecto a las escuelas de primeras letras sostenidas por el cabildo y particulares es un informe realizado por el Oidor don Manuel de Irigoyen, el cual data de 1803 y que no trata específicamente el tema de la educación, sino que se trata de un documento que da cuenta de la situación de maltrato que sufrían los alumnos y las condiciones deficientes de los lugares donde se impartía la enseñanza
La atención a la infancia estuvo en un comienzo centrada en la supervivencia, la atención a la desnutrición y al vagabundaje, lo cual originó intervenciones asistenciales de diverso tipo, entre ellas: asilos, casas de huérfanos, hospicios, gotas de leche, etc. A cargo de órdenes religiosas, sociedades de beneficencia, el sector privado y finalmente el sector público, dotándose de a poco de objetivos más educativos. En cuanto a la formación de maestros(as) solo existían personas sin formación profesional que por tener un cierto nivel de cultura realizaba esta labor.
Como vemos, la preocupación de las autoridades en los primeros años de vida independiente no estuvo en la educación; sin embargo, en la medida en que el país se va desarrollando, los gobiernos acrecientan su interés por ella, es así como las iniciativas de corte educativo comienzan en la segunda mitad del siglo XIX, principalmente a raíz de la influencia creciente de colonias extranjeras radicadas en Chile y el interés del Gobierno por adquirir conocimiento sobre la base de las experiencias extranjeras en dicha materia.
La Constitución de 1833, asignó al Estado responsabilidad en el desarrollo y supervigilancia de la educación nacional, es así como en el Gobierno de Domingo Santa María entre los años 1881 y 1886 se dio paso a un movimiento que buscaba renovar la educación, ello basado principalmente en las experiencia recogidas por José Abelardo Núñez (entonces Inspector de Instrucción Primaria) entre los años 1879 y 1882 en Europa y los Estados Unidos, lo cual fue determinante para que en el año 1883 se impulsara la Ley que aumento significativamente los recursos al Ministerio de Instrucción Pública para construir, equipar y contratar personal para la enseñanza.
Pese a lo anterior, en Chile se le dio mayor auge y prioridad a la educación primaria, por lo que las iniciativas de orden PRE escolar que aparecen en el siglo XIX son fundamentalmente de corte privado y ligados a colegios extranjeros, destacándose el Santiago College y Deutsche Schule en Santiago, una que otra iniciativa por parte de la Iglesia católica. Pese a ello cobró fuerte importancia el movimiento froebeliano a partir del año 1883 en adelante, lo cual influyó en la permanencia de un sistema de educación infantil en el país a cargo del Gobierno.
En Chile la etapa preescolar o parvularia es el primer bloque de la educación chilena, el cual da paso a la educación general básica. Parte desde los 84 días hasta los 6 años, y no es obligatoria. Según el Ministerio de Educación de Chile, y la Biblioteca del Congreso Nacional de Chile en su artículo Educación parvularia: “Los padres no tienen la obligación de hacer que sus hijos reciban educación parvularia.”
Los niveles de educación parvulario en Chile son:
a) Sala cuna; comprende los siguientes niveles:
- Sala cuna menor: que acoge a bebés de 84 días hasta 1 año.
- Sala cuna mayor: que atiende a bebés de 1 a 2 años.

b) Niveles medios: que corresponde a:
- Nivel medio menor: el que atiende a párvulos de 2 a 3 años.
- Nivel medio mayor: al que asisten párvulos de 3 a 4 años.

c) Transición: comprende los niveles que anteceden a la enseñanza general básica y que corresponden a:
- Primer nivel de transición o pre kínder: al que asisten párvulos de 4 a 5 años
- Segundo nivel de transición o kínder: donde asisten párvulos desde los 5 hasta 6 años.[22]

### Colombia
En Colombia la educación preescolar hace parte del servicio público educativo formal y está regulada por la Ley 115 de 1994. Se ofrece a los infantes que cuentan con 3 meses, 1, 2, 3, 4, 5 o 6 años de edad. durante cinco años así:
1. Caminadores: Para los niños de 3 meses de a un año.
2. Párvulos: Para niños de un año a dos años.
3. Prejardín: Para niños de dos años a tres años.
4. Jardín: Para niños de tres, cuatro y cinco años.
5. Transición: Para niños de cinco y seis años.
Concibe al niño desde sus dimensiones de desarrollo personal, razón por la cual responde a los cuatro pilares de la formación: aprender a ser, aprender a convivir, aprender a hacer y aprender a
conocer.
Antes de párvulos, el Estado atiende a los infantes a través del ICBF (Instituto Colombiano de Bienestar Familiar).

### Ecuador
En Ecuador la educación preescolar parte desde los 0 años a los 5 años, siendo solo el último año. Sin embargo, la mayoría de escuelas y colegios privados aceptan a niños desde los tres años. Se denominan «jardín de infantes» o kínder cuando allí acuden niños entre los tres y cinco años. Guardería se denomina a los centros educativos que cuidan de los menores entre cero y tres años. Sin embargo, al igual que en la mayoría de los países sudamericanos, los bebes y niños pequeños son cuidados en casa por una niñera o babysitter. El jardín de infantes o guardería no es por lo general pensado para padres que trabajan a tiempo completo, más bien como complemento pedagógico. Por lo general los niños asisten cuatro horas diarias y se sigue un currículum que los prepara a la escuela primaria.
En el Ecuador existe más jardines de infantes privados que públicos (59% privados y 41% públicos), la pensión en los centros privados varía de entre 25 y 80 dólares en la Sierra, a entre 15 y 45 dólares en la Costa.
En cada jardín de infantes se permiten hasta 15 alumnos máximo en cada salón, que siempre tiene una maestra/o y dos educadoras, y en estos se imparten: conocimientos matemáticos iniciales, aprendizaje del lenguaje español, ciencias del entorno natural y social, lengua extranjera (Lengua inglesa, Lengua francesa o Lengua alemana), psicología infantil, computación, religión, artes y educación física.

#### Educación Pública
El Programa Curricular de Educación Inicial del Ministerio de Educación del Ecuador, aprobado mediante el Acuerdo MINEDUC-2023-00066-A, establece el marco pedagógico para la atención educativa de niñas y niños de 3 a 4 años, definiendo competencias en los ámbitos físico, cognitivo, emocional y social, y enfatizando el juego como medio principal de aprendizaje.
Este currículo se complementa con una Guía metodológica para la implementación, así como diversos documentos técnicos (cartillas de alimentación saludable, agua segura, disciplina positiva, etc.) disponibles en el portal de Recursos Educativos del Ministerio.
Para el año lectivo 2024-2025, los Lineamientos Pedagógicos —emitidos por la Subsecretaría de Innovación Educativa— definen estrategias de nivelación basadas en los resultados de las evaluaciones SEIN 2022 y SEST 2023, aplicándose en los primeros cuatro semanas del año escolar tanto en el régimen Costa como Sierra-Amazonía.
El Ministerio pone a disposición de docentes y familias una Biblioteca Digital de Libros de Texto Gratuitos para los niveles de Educación General Básica y Bachillerato, con materiales descargables en PDF para el año lectivo 2025.

### España
La Ley Orgánica 2/2006 de Educación (LOE), recogía en el Artículo 12 los principios generales de la Educación Infantil.
1. La educación infantil constituye la etapa educativa con identidad propia que atiende a niñas y niños desde el nacimiento hasta los seis años de edad. 
2. La educación infantil tiene carácter voluntario y su finalidad es la de contribuir al desarrollo físico, afectivo, social e intelectual de los niños. 
3. Con objeto de respetar la responsabilidad fundamental de las madres y padres o tutores en esta etapa, los centros de educación infantil cooperarán estrechamente con ellos.
Se estructura en dos ciclos educativos de tres cursos académicos cada uno, que se denominan:
- Primer ciclo (0 a 3 años).
- Segundo ciclo (3 a 6 años).

El Real Decreto 1630/2006 de 29 de diciembre que establece las enseñanzas mínimas, completa que en ambos ciclos se atenderá al desarrollo afectivo, al movimiento, a los hábitos de control corporal, a las manifestaciones de la comunicación y lenguaje, a las pautas elementales de convivencia y relación social, también al descubrimiento de las características físicas y sociales del medio en el que se desenvuelve. Además se facilitará que los niños y niñas elaboren una imagen de sí mismos positiva y equilibrada y adquieran autonomía personal.

### Guatemala
El nivel de educación preprimaria se regula con el currículum nacional base (CNB), este contiene los lineamientos del nuevo currículum para el nivel de educación preprimaria (4, 5 y 6 años) y constituye un elemento importante del proceso de transformación curricular del sistema educativo nacional, que se contempla en el diseño de reforma educativa.
Las acciones que se han realizado para llevar a la práctica el currículum nacional base, han tenido como punto de partida las etapas de desarrollo del niño y la niña de 0 a 6 años de edad y la riqueza cultural del país. El currículum nacional base contiene lo que las niñas y los niños de 4 a 6 años han de aprender en Guatemala para su crecimiento personal y consecuentemente para el mejoramiento de sus comunidades.
Una de las principales características de este currículum es la flexibilidad, lo que facilita su contextualización tanto en el ámbito regional como en el local, para que responda con efectividad a las necesidades e intereses de la población infantil de todos los rincones del país.
Los CENACEP (Centros de Aprendizaje Comunitario en Educación Preescolar, o Centros de Aprestamiento Comunitario en Educación Preescolar) son una modalidad educativa de aprestamiento acelerado, dirigido a la niñez de 6 años en adelante, de las diferentes etnias del país, que ingresarán al primer grado primaria, que no han tenido acceso al nivel preprimario, ni relación escolar alguna.
Entidad Responsable: Unidad Técnica de los Niveles Inicial y Preprimario, Dirección de Calidad y Desarrollo Educativo
Creación: El programa surgió en el año 1994, como proyecto piloto auspiciado por UNICEF, en 46 centros de la Región Metropolitana.
Objetivos del programa
- Facilitar el ingreso, permanencia y promoción de niños y niñas al primer grado y grados subsiguientes.
- Fortalecer en la población el desarrollo de destrezas, habilidades, formación de hábitos y el cambio de actitudes que aseguran su sostenibilidad en el primer grado del nivel primario.
- Fortalecer la participación comunitaria en las acciones de promoción, organización, implementación y ejecución de CENACEP.
- Promover la participación de la comunidad educativa a nivel local en las acciones de los Centros de Aprestamiento Comunitario en Educación Preescolar. CENACEP.
- Propiciar la formación de valores de convivencia democrática y de interculturalidad.

Síntesis
El programa acelerado de los centros CENACEP se crea con el propósito de ampliar la cobertura de servicios en el nivel preprimario. En ellos se brinda un período de aprestamiento acelerado en 35 días de trabajo.
Está dirigido a la niñez de las diferentes etnias en las comunidades, que ingresarán al primer grado de primaria y que no han tenido acceso al nivel preprimario ni relación escolar alguna.
El programa está encaminado al desarrollo de destrezas básicas, respetando el desarrollo natural de los niños y niñas, tomando las siguientes áreas:
Destrezas de aprendizaje: en sus componentes de percepción, motricidad y pensamiento.
Comunicación y lenguaje: en sus componentes de expresión oral, destrezas de escuchar, iniciación a la comprensión lectora y literatura.
Medio social y natural: sirve como eje y se utilizan temas de esta área que sirven para generar las actividades alrededor de los mismos, con el fin de desarrollar las destrezas. Además se fomenta la identidad y autonomía.
Expresión artística: se trabajan pequeños elementos que van integrados a las actividades, por ejemplo canciones, rondas, juegos de ritmo, juegos de representación, expresiones gráficas, entre otras.
Educación física: Busca ampliar el conocimiento, manejo y control de su cuerpo y su orientación en el espacio por medio de ejercicios y juegos, asimismo les permite la formación de hábitos y aptitudes frente a las circunstancias que la vida le demanda y sus propias posibilidades de movimiento.
Por la naturaleza del programa se considera que la duración del mismo irá disminuyendo de acuerdo a la ampliación de cobertura en escuelas, centros o modalidades de atención para los niños y niñas de 0 a 6 años, que brinden las herramientas necesarias para su sostenibilidad en el proceso educativo.
Logros concretos del programa
1. El Programa se inició en 1994 en el área Metropolitana, con un incremento sistemático hasta cubrir los 22 departamentos del país.
2. Alumnas y alumnos del sistema escolar con mejores niveles de aprendizaje.
3. Coordinación efectiva de la red instalada del MINEDUC.
4. Participación de voluntarios comunitarios, docentes y estudiantes de magisterio de preprimaria y primaria.
5. Reducción de los índices de repitencia y deserción escolar, lo que favorece la permanencia de niños y niñas en el sistema educativo.
6. Niños y niñas con mejor adaptación social y rendimiento académico en la escuela primaria.

Materiales con los que se trabaja
La Guía del Voluntariado tiene como propósito ayudar al voluntariado a desarrollar el período de aprestamiento acelerado en una forma ordenada, durante el cual gracias a su desinteresada colaboración podrá atender a varios niños y niñas de su comunidad.
Adicional a estos dos documentos, se utiliza una caja didáctica que contiene diversos materiales didácticos como tijeras, crayones, papel, lana, pegamento, entre otros materiales.

### México
En México, la población infantil se atiende en centros de educación inicial a niños y niñas de 0 a 2 años y 11 meses y los centros de educación preescolar que atienden a pequeños de 3 a 6 años de edad. La educación básica en preescolar se ha establecido obligatoria en algunos estados durante los tres años correspondientes. Cada uno de estos centros educativos tienen sus objetivos planteados en su programa, cada uno pretende desarrollar competencias en el alumno con la finalidad de prepararlos para enfrentar la vida.
Se ha optado por la adecuación de un currículo basado en competencias y campos formativos, las cuales se transfieren a 54 competencias y 6 campos formativos, los cuales son desarrollo personal y social, lenguaje y comunicación, pensamiento matemático, exploración y conocimiento del mundo, expresión y apreciación artística. Dentro del PEP 04, encontraremos varios aspectos tales como la función social de la educación preescolar, dirigida a una población de tres a cinco años, propósitos fundamentales, características, competencias, principios pedagógicos, formas de trabajo y evaluación, los campos formativos y las competencias.

#### Programa de educación preescolar 2021
Está integrado por seis campos formativos los cuales son: campo formativo 1 Desarrollo Personal y Social, campo formativo 2 Lenguaje y Comunicación, campo formativo 3 Pensamiento Matemático, campo formativo 4 Exploración y Conocimiento del Mundo, campo formativo 5 Expresión y Apreciación Artísticas y Campo Formativo 6 Desarrollo Físico y Salud.
A diferencia de un programa que establece temas generales como los contenidos educativos, en torno a los cuales se organiza la enseñanza y se acotan los conocimientos que los alumnos han de adquirir, este programa está centrado en competencias. " Una competencia es un conjunto de capacidades que incluyen conocimientos, actitudes, habilidades y destrezas que logra una persona mediante procesos de aprendizaje y que se manifiestan en su desempeño en situaciones y contextos diversos. Esta decisión de orden curricular tiene como finalidad principal propiciar que la escuela se constituya en un espacio que contribuye al desarrollo integral de los niños mediante oportunidades de aprendizaje que les permitan integrar sus aprendizajes y utilizarlos en su actuar cotidiano.
En 2004 la RIEB (Reforma Integral de Educación Básica)culmina un ciclo de reformas curriculares en cada un o de los tres niveles que integran la Educación Básica. Continuó en 2006 con la educación secundaria y en 2009 con la de educación Primaria y consolida este proceso aportando una propuesta formativa pertinente, significativa, congruente, orientada al desarrollo de competencias y centrada en el aprendizaje de las y los estudiantes. De este modo la educación es enfocada al alumno como individuo activo y no solo como receptor de conocimiento. Fomentando el trabajo en equipo y por proyectos, buscando que el alumno investigue, conozca y experimente.
La educación preescolar desempeña una función fundamental en el aprendizaje y desarrollo de todos los niños y niñas. Como primera etapa durante sus próximos años se verán preparados para afrontar los desafíos del futuro.
Programa de educación preescolar 2011
El uso del Programa de Educación Preescolar 2004, generó preguntas, opiniones y sugerencias de maestras y directores, lo que originó hacer modificaciones al plan, para mejorar y poder articular la educación preescolar con la primaria y secundaria. Se re formuló y redujo el número de competencias, y se resaltan los aprendizajes esperados. Quedando 41 competencias y 251 Aprendizajes esperados.Todo esto sin omitir el propósito fundamental por el cual fueron creados ambos programas, impulsando acciones orientadas al mejoramiento de la organización y el funcionamiento de los centros de educación preescolar impulsando nuevas y atractivas estrategias contribuyendo a mejorar la calidad de la experiencia formativa de los niños durante su educación preescolar, además de que incluye estándares curriculares que corresponden al primer periodo escolar, al concluir el tercer grado de preescolar, entre 5 y 6 seis años. Uno de estos estándares es el de español, el cual tiene como propósito que los alumnos utilicen el lenguaje como herramienta de comunicación y para seguir aprendiendo.  Se busca que logren obtener procesos de lectura, interpretación de textos, producciones de textos escritos, que conozcan la función del lenguaje oral y lo utilicen. Que consoliden al final de su etapa preescolar el significado de la escritura y su utilidad.
Otro estándar que marca el programa es el de matemáticas el cual tiene por objetivo que la población sea capaz de utilizar los conocimientos matemáticos como pueden ser el sentido numérico y el pensamiento algebraico, forma, espacio y medida, manejo de la información y la actitud hacia el estudio de las matemáticas.
Programa de educación preescolar 2025
El Plan de Estudios para la Educación Preescolar vigente fue establecido por el Acuerdo número 14/08/22, publicado en el Diario Oficial de la Federación el 19 de agosto de 2022, cuya aplicación comenzó en el ciclo escolar 2023-2024. Este plan se concreta en los Programas Sintéticos de las Fases 2 a 6 definidos por el Acuerdo número 08/08/23, que detallan los contenidos y procesos de desarrollo de aprendizaje para cada grado de preescolar. Para el ciclo escolar 2025-2026 se mantendrá este marco, con actualizaciones curriculares inscritas en el mismo Acuerdo.
La Nueva familia de Libros de Texto Gratuitos de la SEP, producida y distribuida por CONALITEG, ofrece un catálogo en línea de libros de preescolar, primaria y secundaria para el ciclo 2024-2025, y estará disponible para el ciclo 2025-2026 desde el 19 de agosto de 2025, iniciando clases el 26 de agosto de 2025.

#### Estándares de español
Los estándares curriculares de español integran los elementos que permiten a los estudiantes de educación básica usar con eficacia el lenguaje como herramienta de comunicación y para seguir aprendiendo. Se agrupan en cinco componentes, y cada uno refiere y refleja aspectos centrales de los programas de estudio:
1. Procesos de lectura e interpretación de textos.
2. Producción de textos escritos.
3. Producción de textos orales y participación en eventos comunicativos.
4. Conocimiento de las características, de la función y del uso del lenguaje.
5. Actitudes hacia el lenguaje.

Al concluir este periodo escolar los estudiantes habrán iniciado un proceso de contacto formal con el lenguaje escrito, por medio de la exploración de textos con diferentes características (libros, periódicos e instructivos, entre otros). Construyen el significado de la escritura y su utilidad para comunicar. Comienzan el trazo de letras hasta lograr escribir su nombre.

#### Estándares de matemáticas
Los Estándares Curriculares de Matemáticas presentan la visión de una población que sabe utilizar los conocimientos matemáticos. Comprenden el conjunto de aprendizajes que se espera de los alumnos en los cuatro periodos escolares para conducirlos a altos niveles de alfabetización matemática.
Se organizan en:
- Sentido numérico y pensamiento algebraico.
- Forma, espacio y medida.
- Manejo de la información.
- Actitud hacia el estudio de las matemáticas.

Su progresión debe entenderse como:
- Transitar del lenguaje cotidiano a un lenguaje matemático para explicar procedimientos y resultados.
- Ampliar y profundizar los conocimientos, de manera que se favorezca la comprensión y el uso eficiente de las herramientas matemáticas.

En México, la educación preescolar corresponde a la población infantil de tres a seis años de edad, es atendida en escuelas públicas y privadas denominadas centro de educación preescolar y jardines de niños. Los centros de educación preescolar indígena generalmente tiene un carácter bilingüe, los niños que acuden a estas escuelas hablan una lengua indígena, por lo que se sigue un proceso de castellanización (el español es la lengua oficial del país) sin descuidar el fortalecimiento de la lengua materna (indígena). En los casos cuando la lengua indígena se ve debilitada se procede a su rescate. Estas escuelas se encuentran situadas en comunidades apartadas de escasos recursos económicos y escasamente en las ciudades y cabeceras municipales donde predominan los jardines de niños.
Asimismo, en México y de acuerdo a García y González (1997), la educación preescolar se presenta en diferente modalidades las cuales son:
- La educación preescolar general.
- La educación preescolar comunitaria, que se refiere a la intervención educativa, por medio del Consejo de Fomento Educativo (CONAFE) en el medio rural, indígena y en contextos migrantes. La educación preescolar comunitaria parte del reconocimiento de las características de dichos grupos de población y ofrece orientaciones para la intervención pertinente con base en el contexto, lengua y cultura de los alumnos.
- La educación preescolar indígena
- Centros Asistenciales de Desarrollo Infantil (CADI), que son modelos de atención dirigidos a madres trabajadoras y estudiantes de escasos recursos económicos, carentes de prestaciones sociales. La población objetivo de estos programas son niños y niñas de tres a cuatro años, que se encuentran en abandono temporal por la necesidad de la madre de integrarse a la vida productiva con la finalidad de fortalecer la economía familiar.
- Las casas de cuidado diario, operan como una microempresa y la persona encargada del cuidado de los niños es asesorada por la Asociación Civil, que hace una evaluación seleccionada del espacio físico y equipamiento. Tienen la misión de ayudar a que las madres trabajadoras encuentren un espacio seguro en donde sus hijos se puedan quedar, cerca de su casa mientras ellas trabajan. Los niños reciben alimentos balanceados, apoyo escolar y valores.
- Estancias para el bienestar y desarrollo infantil, estas otorgan servicios de atención para el Desarrollo y Bienestar Infantil, que asegure la integridad de los niños, garanticé su seguridad, propicie su aprendizaje y formación (el ISSSTE, es una institución que brinda este servicio).
- Servicio de guarderías del Seguro Social, su misión es proporcionar a los hijos(as) de las madres trabajadoras aseguradas, padres viudos o divorciados, todos aquellos elementos que favorezcan su desarrollo integral, a través de la práctica de acciones de alto valor educativo, nutricional y de preservación y fomento a la salud.

### Perú

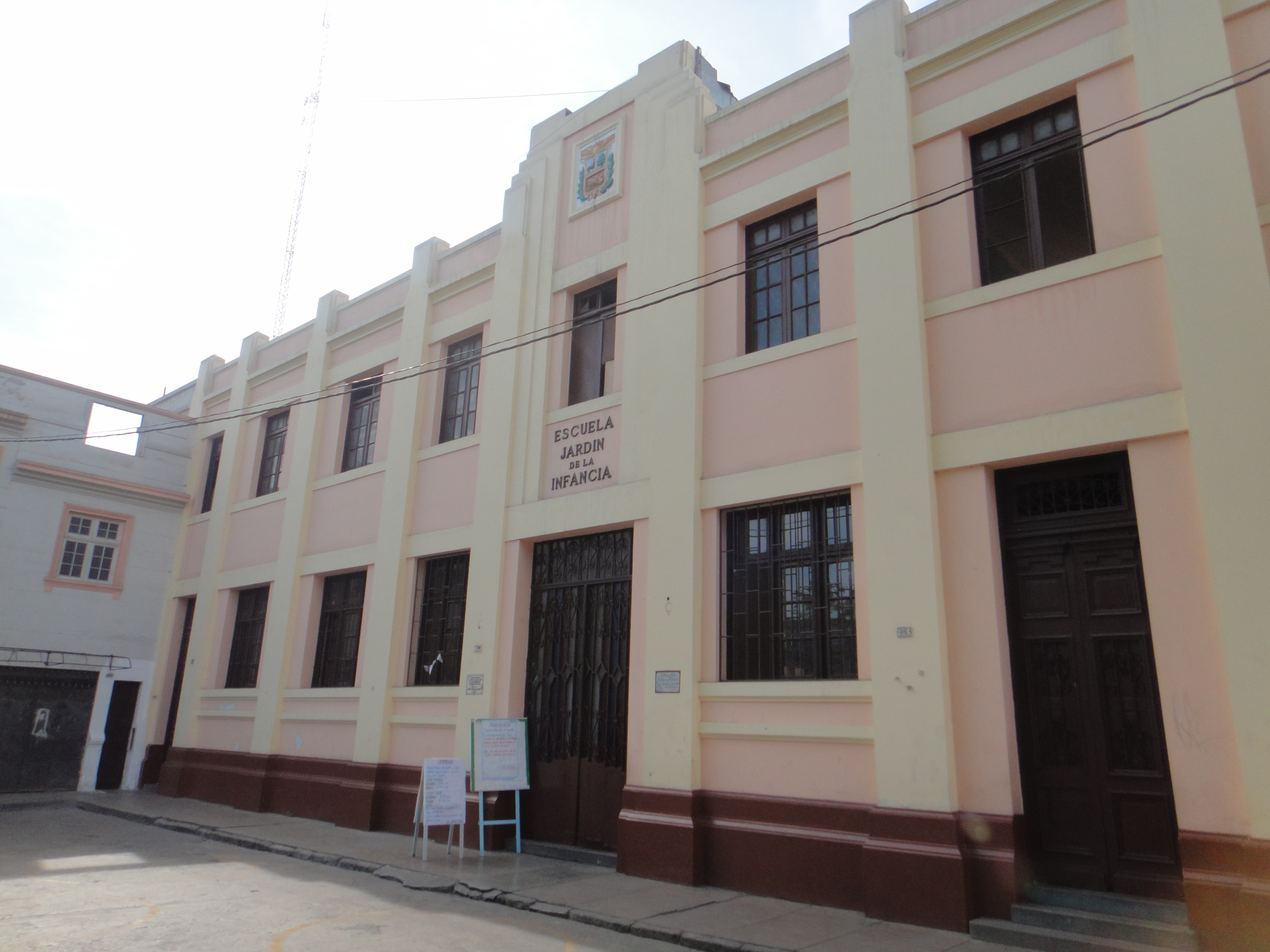
Jardín de la Infancia, Santa Beatriz, Lima.

En Perú la educación preescolar se inicia a los 0 años y continua hasta los 5. Solo este último año es obligatorio para iniciar la educación primaria. Este sistema educativo se basa en 7 principios psico pedagógicos básicos:
- Principio de un buen estado de salud,
- Principio de respeto,
- Principio de seguridad,
- Principio de desarrollo de la comunicación,
- Principio de autonomía,
- Principio de movimiento (psicomotricidad) y
- Principio de juego libre.

Existe un sistema llamado wawawasi (‘casa de niño’ en quechua, siendo wawa: ‘bebé, infante’ y wasi o huasi: ‘casa’) en donde los niños desde que son recién nacidos son atendidos en unidades comunales por madres de familia voluntarias a cargo del MIMDES.
El Currículo Nacional de la Educación Básica, aprobado por la Resolución Ministerial N.° 281-2016 y modificado por la RM N.° 159-2017, establece el perfil de egreso y las competencias progresivas desde el nivel inicial hasta la secundaria.
En este marco, el Programa Curricular de Educación Inicial define orientaciones específicas para cada ciclo —planificación, enfoques transversales, tutoría y evaluaciones formativas— y promueve el uso del juego y la exploración como ejes pedagógicos.
Como complemento, las Rutas del Aprendizaje ofrecen a los docentes indicadores de logro y guías didácticas para la educación inicial, adaptadas a contextos interculturales y lingüísticos. Además, la plataforma Perú-Educación del MINEDU brinda acceso gratuito a recursos digitales, guías y actividades interactivas para el fortalecimiento de las competencias en el nivel inicial.
También existen los Programas de Atención No Escolarizada de Educación Inicial, programas que utilizan tiempos, espacios y ambientes con flexibilidad adecuando sus estrategias a las características de los niños y familias; incorpora a Promotores Educativos Comunitarios en la atención directa a los niños, quienes son orientados, capacitados y monitoreados por Profesores Coordinadores a cargo del Ministerio de Educación. En el caso de la atención a niños de 3 a 5 años se denominan PRONOEI y para atender a niños menores de 3 años se denominan Salas de Educación Temprana SET.
En general, los términos más conocidos son nido o inicial, aunque las palabras cuna, jardín, kindergarten o kínder también se usan.

### Uruguay
Pionero en América Latina, Uruguay contó con el aporte precursor de la maestra Enriqueta Compte y Riqué, quien fundó el primer jardín de infantes de la región en 1892.
Actualmente, la educación preescolar es obligatoria, y cubre a partir de los cuatro años en escuelas públicas, y en las privadas a partir de los cuarenta y cinco días, hasta los seis años en ambos casos.En los años ochenta, fueron creados los Centros de Atención a Infancia del Plan CAIF, los cuales buscan brindar una atención a las infancias desde sus primeros meses hasta los tres años. En el año 2015 los mismos son enriquecidos con la puesta en marcha del Sistema Nacional de Cuidados, con énfasis en la primera infancia.

### Venezuela
La educación preescolar en la República Bolivariana de Venezuela es llamada «educación inicial». Parte desde cero (0) meses de vida a los 6 años. Es de grado obligatorio los últimos 3 años de esta educación ya que están llenos de experiencias que dan paso al nivel de educación primaria del subsistema de básica del Sistema Educativo de la República Bolivariana de Venezuela.
La educación inicial en la República Bolivariana de Venezuela se divide en dos etapas, maternal y preescolar, así lo establece la Gaceta Oficial Nª 38.160, Resolución 1 y 28 del 6 de junio de 2005, donde se promulga en el marco de la universalización de la Educación Preescolar, la organización y funcionamiento de los Centros de Educación Inicial.
Los 3 últimos años, correspondientes a la educación infantil, son los obligatorios, y como regla (no es estricta), los requisitos necesarios para cursar el nivel de educación inicial están dado desde el desarrollo evolutivo del niño y/o niña.
El paradigma educativo en que se fundamente el proceso educativo responde al enfoque humanista, tiene como centro al ser humano como ser social, capaz de responder y participar activamente en la transformación de la sociedad en la que vive. En este sentido, se concibe la educación como un continuo de desarrollo humano que se ejecuta a través de los procesos de enseñanza y aprendizaje entendida como unidad compleja de naturaleza humana integral; de forma que correspondan, los niveles y modalidades a los momentos de desarrollo del ser humano en los órdenes físico, biológico, psíquico, cultural y social, que se producen en períodos sucesivos donde cada uno engloba al anterior para crear las condiciones de aptitud, vocación y aspiración a ser atendidas por el sistema educativo. Tal como lo establece el artículo 103 de la CRBV.
El Currículo de Educación Inicial, se sustenta en la CRBV, que define la educación como un derecho humano y un
deber social para el desarrollo de la persona, desde una perspectiva de transformación social-humanista orientada a la formación de una cultura ciudadana, dentro de las pautas de diversidad y participación.

### Bolivia
La educación en el Estado Plurinacional de Bolivia es llamada "educación inicial" los niños deben tomar 2 años de esta educación debido a que es una etapa primordial para los niños ya que es donde aprenden a socializar con otras personas, salen de su ámbito de confort, la primera etapa para su formación, educación a futuro.
El gobierno apoya esta educción dando materiales escolares al inicio de clases y un bono de 200bs al finalizar el curso y también apoya con el desayuno escolar durante toda la gestión escolar  eso en colegios fiscales.

## Véase también

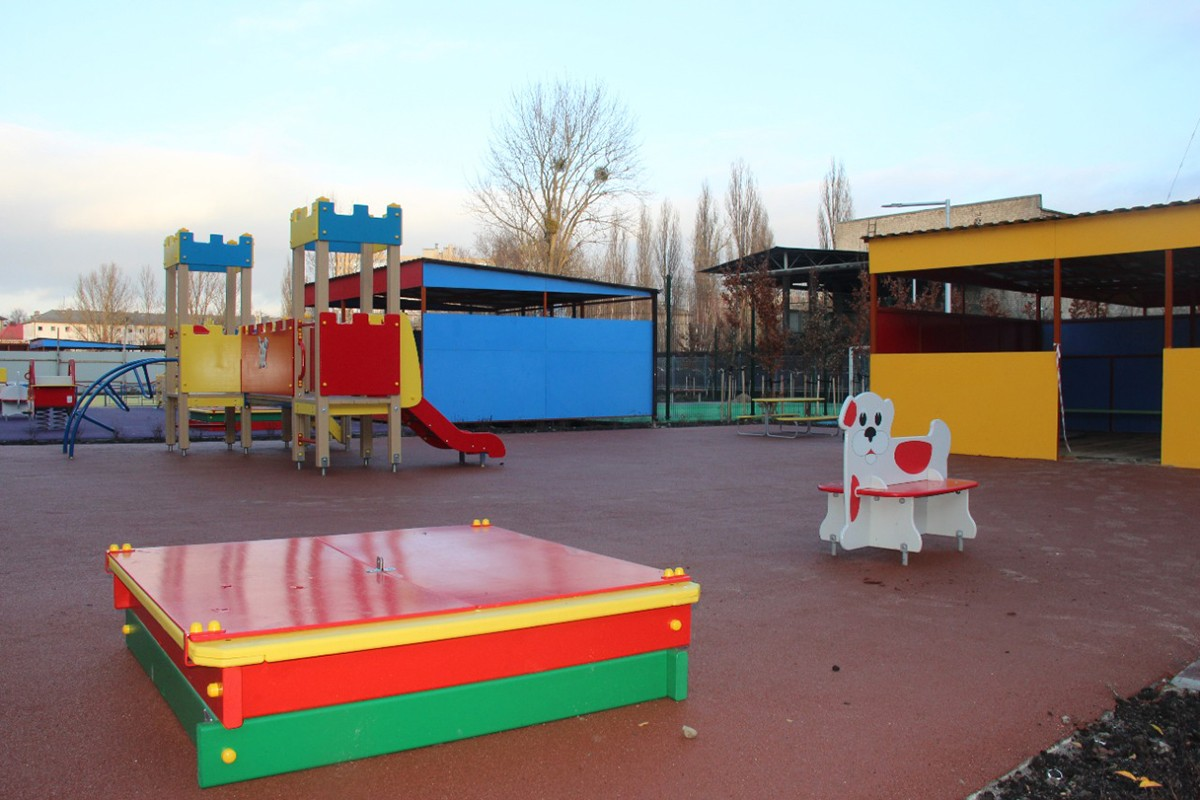
En el territorio de la guardería. Región de Kaliningrado, Rusia